# Silistra (tỉnh của Ottoman)
Tỉnh Silistra hay Silistria (tiếng Ottoman Turkish: ایالت سیلیستره; Eyālet-i Silistre), sau gọi là tỉnh Özü (tiếng Ottoman Turkish: ایالت اوزی; Eyālet-i Özi) nghĩa là tỉnh Ochakiv là một eyalet của Đế quốc Ottoman ven bờ biển Đen và bờ nam sông Danube tại phần đông nam châu Âu. Pháo đài Akkerman nằm dưới thẩm quyền của tỉnh. Diện tích được báo cáo của tỉnh vào thế kỷ 19 là 71.140 kilômét vuông (27.469 dặm vuông Anh).

## Lịch sử

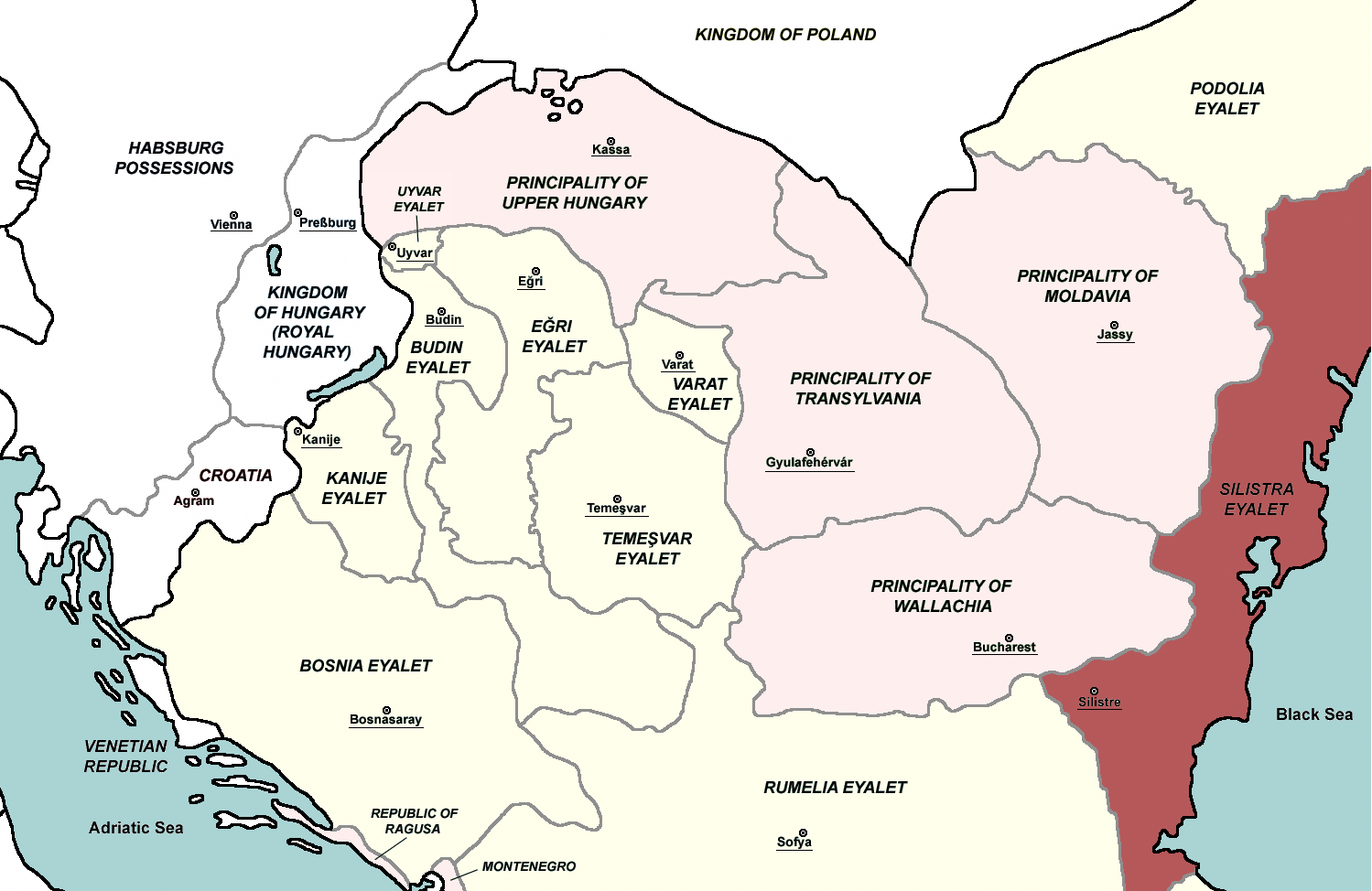
Tỉnh Silistra, 1683

Tỉnh Silistra được thành lập vào năm 1593 với tên gọi beylerbeylik Özi (tiếng Ukraina: Очаків, Očakiv)  từ lãnh thổ của Thân vương quốc Karvuna cũ (sau là Dobruja), Silistra ban đầu là sanjak Silistra của tỉnh Rumelia.
Tỉnh được đặt theo tên của Silistra, do thống đốc thường cư trú tại pháo đài ven sông Danube này. Vào khoảng năm 1599, nó được mở rộng và nâng lên ngang tầm với một eyalet, có thể là một lợi ích cho vị tổng đốc đầu tiên của tỉnh (beylerbeyi). Tỉnh tập trung trong các vùng Dobruja, Budjak (Bessarabia Ottoman), và Yedisan và bao gồm các thị trấn Varna, Kustendja (Constanța), Akkerman (Bilhorod-Dnistrovs'kyi) và Khadjibey (Odesa), thủ phủ tại các pháo đài Silistra (nay tại Bulgaria) hoặc Özi (nay là Ochakiv tại Ukraina).
Vào thế kỷ 17, tỉnh Silistra được mở rộng về phía nam và phía tây, bao gồm hầu hết Bulgaria hiện đại và Thổ Nhĩ Kỳ thuộc châu Âu bao gồm các thị trấn Adrianople (Edirne), Filibe (Plovdiv) và Vidin. Vào cuối thế kỷ 17 và đầu thế kỷ 18, một loạt các cuộc chiến tranh Nga–Thổ Nhĩ Kỳ đã cắt đứt phần phía đông của tỉnh, Nga cuối cùng sáp nhập toàn bộ Yedisan và Budjak đến giáp sông Danube vào năm 1812.
Tỉnh Edirne được thành lập từ phần phía nam tỉnh Silistra vào năm 1830. Với những cải cách hành chính của Ottoman năm 1864, tỉnh Silistra được tái cấu trúc thành tỉnh Danube.

## Hành chính
Theo Sancak Tevcih Defteri, tỉnh gồm có tám sanjak từ năm 1700 đến năm 1730 như sau:
1. Sanjak Özi (Pașa Sancağı, Dnepr), trung tâm tại Özi-Kale (Ochakiv)
2. Sanjak Silistre (Silistra)
3. Sanjak Vidin (Vidin)
4. Sanjak Niğbolu (Nikopol)
5. Sanjak Kırk Kilise (Kırklareli)
6. Sanjak Çirmen (Ormenio)
7. Sanjak Vize (Vize)
8. Sanjak Tağan Geçidi (đến 1699)

Các sanjak vào đầu thế kỷ 19:
1. Sanjak Niğbolu
2. Sanjak Çirmen (sau 1829, thủ phủ là Edirne)
3. Sanjak Vize
4. Sanjak Kırk Kilise
5. Sanjak Akkerman, vốn chỉ là một bộ chỉ huy quân sự tại Bilhorod (Akkerman) tại Budzhak
6. Sanjak Vidin

## Beylerbey
- 1615? - ? Iskender Pasha
- 1621–1623 Khan Temir
- 1631? - cuối xuân 1632  Abaza Mehmed Pasha[10]
- Cuối xuân 1632 - ? Murtaza Pasha[10]
- Khoảng 1657 Melek Ahmed Pasha[11]
- Khoảng 1683 Mustafa Pasha